# Канас (перевал)
Кана́с — горный перевал высотой 2650 метров над уровнем моря в горном хребте Южный Алтай. Расположен между горными вершинами Канас (3446 м) и «Пик Алахинский» (3650 м). По перевалу проходит государственная граница между РФ (Республика Алтай) и КНР (Синьцзян-Уйгурский автономный район).

## Хозяйственное освоение
Перевал Канас получил известность в 2010-е годы благодаря проекту газопровода «Алтай» и автомобильной дороги (транспортного коридора) вдоль него. Считается, что на коротком 54-километровом западном участке российско-китайской границы это наиболее удобный для строительства переход.